# Блукаючі коливання
Блукаючі коливання це, зазвичай небажані, автоколивання, довкола деякого положення рівноваги. Цей вираз почав використовуватись в 19-му столітті і описує як система "блукає" в пошуках рівноваги. Поняття використовується для опису явищ в таких різноманітних галузях як електроніка, авіація, біологія, механіка.

## Рух залізничних колісних пар
Класичний випадок блукаючих коливань — гойдання залізничного транспорту, що виникає через стирання конусоподібних гребенів коліс, від якого залежить спрямована стабільність зчеплення колеса з рейкою. Вона[що?] виникає через взаємодію сили зчеплення і інерційних сил. На невеликих швидкостях сила зчеплення буде більшою, але при збільшенні швидкості, зчеплення і інерційні сили стають порівняними за величиною, а при критичній швидкості створюються коливання. При перевищенні цієї швидкості, рух може бути різкий, пошкоджувати колії і колеса і потенційно це може призвести до сходження з рейок. Проблема не виникає в системах із диференціалом, оскільки така осциляція залежить від обох зв'язаних коліс колісної пари, що обертаються з однаковою кутовою швидкістю, однак диференціали в такому транспорті є рідкістю, і звичайні поїзди і вагони мають попарно фіксовані колеса на осях.
Цю проблему вперше помітили наприкінці 19-го століття коли швидкості руху поїздів стали досить високими, щоб зіткнутися з цим. Ця поведінка обмежувала швидкість курсування потягів до 225 км/год і призвела до появи ряду наукових досліджень в 1960-их роках по дослідженню систем потягів на повітряній подушці і магнітопланів для уникнення цього ефекту і досягнення більших швидкостей. Але після емпіричних досліджень, проведених Британським залізничним відділом науковий досліджень (British Rail Research Division) в 1960-их, було запропоновано вирішення проблеми шляхом створення підвісних систем, які збільшили допустиму швидкість до значень, що перевищують 290 км/год. В результаті цих досліджень більшість швидкісних потягів сьогодні[коли?] досі використовують металеві колеса замість дорожчих технологій.